# Akodon iniscatus
Akodon iniscatus је врста глодара из породице хрчкова (лат. Cricetidae). 

## Распрострањење
Врста је присутна у следећим државама: Аргентина и Чиле.

## Станиште
Станиште врсте је травна вегетација. 

## Угроженост
Ова врста је наведена као последња брига, јер има широко распрострањење и честа је врста.